# Motorola SLVR L7
Los Motorola SLVR (pronunciado "sliver" en inglés) son una serie de teléfonos móviles en formato Candybar de Motorola. Los teléfonos son más delgados que la mayoría de los teléfonos móviles disponibles en el mercado y tienen un teclado de diseño similar a su primo, el  RAZR. La serie se compone de:
- SLVR L2
- SLVR L6 y SLVR L6i con i-mode.
- SLVR L7 y SLVR L7 con i-mode
- SLVR L7c, una versión CDMA con capacidad de datos EVDO.
- SLVR L7e, SLVR L7i, SLVR L71 una versión GSM actualizada con capacidad de datos de EDGE, cámara de 1,3 Megapixel y un nuevo teclado estilo KRZR.
- Motorola SLVR L9

El Motorola SLVR L7 (antes conocido como V8) es la nueva versión de teléfono móvil en la serie SLVR. Es uno de los pocos teléfonos que cuentan en su momento con soporte de iTunes de Apple, permitiendo al usuario reproducir hasta 100 canciones que se almacenan en la tarjeta microSD extraíble. Su teclado se deriva del RAZR, aunque sin las teclas dedicadas al navegador web y los mensajes de texto. El SLVR L7 también cuenta con conectividad Bluetooth, una cámara digital con zoom digital 4x y tiene un altavoz.

## Características
- Lanzamiento: 2005
- Tarjeta SIM : Mini Sim (2FF) interna
- Antena : todas internas.
- Pantalla : TFT LCD de 1,9 pulgadas (30 x 37 mm). Protegida por cristal antirayado.
- Resolución de pantalla : 176 x 220 píxeles y  18 bits (262144 colores)
- Java: Java Micro Edition integrado y con un juego (varía entre zonas). Capacidad de instalar nuevos por el puerto USB, Bluetooth, navegación o mensajería.
- Memoria : 11 MiB, 5 libres para el usuario.[1]
- Bandas 2G : GSM 850/900/1800/1900 MHz (cuatribanda, L7, L7i, L7e) CDMA 850/1900 (L7c)
- Datos: GPRS clase 10 (L7, L7i, L7e)/ EDGE Clase 10 (L7e) / EVDO (L7c). WAP 2.0 (navegador con soporte xHTML)
- Cámara : de lente fija y 0.3 megapixels (L7, L7c) o 1.3 megapixels (L7e, L71, L7i), con capacidad de captura de vídeo.
- Timbres: polifónicos (64 canales) MP3, MPEG-4, AAC, AACplus y grabación de voz.
- Multimedia: reproductor MP3 y vídeo MPEG-4, 3GP.
- Conectividad: USB, Bluetooth 2.0, GPRS clase 10 (4+1 / 3+2 slots, entre 32 y 48 kbit/s), WAP 2.0.
- Batería : interna de Li-ion y 820 mAh
  - Tiempo de espera: hasta 345 h
  - Tiempo de conversación : hasta 350 minutos
- Formato : Candybar
- Carcasa : rectangular de formas redondeadas, extremadamente fina, con el teclado en azul y el resto en varios colores. En la trasera, Lateral derecho arriba conector de la batería y bajo ésta, ranura MicroSD alojamiento de la tarjeta SIM; en la parte superior, cámara digital, en la inferior, altavoz. En el frontal, bajo la pantalla, cuatro teclas de Navegador y Borrado funciones en pantalla, D-Pad, teclas de colgar/descolgar y keypad telefónico estándar; en el lateral derecho de éste, micrófono. En el lateral izquierdo, tecla PTT. En el lateral derecho, tecla (botón inteligente) y conector mini-USB (se usa para datos, recarga y conexión del kit de manos libres por cable).
- Tamaño : 113 mm (4,45 pulgadas) largo x 49 mm (1,93 pulgadas) ancho x 11,5 mm (0,45 pulgadas) profundo
- Peso : 96 g (3,39 onzas)
- Volumen : 59 cm³
- Tarjeta de memoria : microSD (TransFlash) de hasta 2 GiB
- Tasa de absorción específica : cabeza 1,34 W/kg cuerpo 0,68 W/kg[2]
- Mensajes: SMS con iTap, MMS, mensajería instantánea.
- Otras prestaciones : llamada en espera, lista de llamadas emitidas (10) / recibidas (10) / perdidas (10), agenda de 1000 entradas + SIM, vibración, alarma, calculadora, Push to talk (PTT)y (PTV). El teléfono puede configurarse para el USB en modo datos y modo Tarjeta de memoria.

## L7i / L7e / L71
Los Motorola SLVR L7i (o Motorola L7i), Motorola SLVR L7e, Motorola SLVR L71 son una versión de actualización del L7. En realidad es el hardware de un Motorola RIZR Z3 en formato Candybar dentro de una carcasa de L7. Tiene capacidad de datos EDGE, cámara digital de 1,3 Megapixels, capacidad de manejar tarjetas MicroSD de hasta 2 GiB y un nuevo teclado estilo KRZR. Tiene soporte de iTunes y además prestaciones interesantes como reproductor MP3 AAC, AACplus, grabación y reproducción de vídeo MPEG-4 y 3GP, y Bluetooth 2.0, A2DP. Se entrega con un cargador dual 125/220 V por el puerto mini-USB.
Las distintas denominaciones de los modelos son para diferentes mercados y estilos. Tenga en cuenta que la L7i no es el mismo teléfono que el "L7 i-Mode". A pesar de la apariencia externa muy similar, las partes internas son casi completamente diferentes.